# Afrolicania elaeosperma
Afrolicania es un género monotípico de plantas  perteneciente a la familia Chrysobalanaceae. Su única especie: Afrolicania elaeosperma Mildbr. es originaria del centro y oeste del África tropical.

## Descripción
Es un árbol con ramas caídas y hojas y flores de color blanco verdoso, las hojas jóvenes densamente blanco-tomentosas, las hojas más viejas glabras.

## Taxonomía
Afrolicania elaeosperma fue descrita por   Gottfried Wilhelm Johannes Mildbraed y publicado en Notizblatt des Botanischen Gartens und Museums zu Berlin-Dahlem 7: 483–485. 1921.
Sinonimia
- Homalium zenkeri Gilg ex Mildbr.
- Licania elaeosperma (Mildbr.) Prance & F.White	[5]